# Ctenogobiops
Ctenogobiops es un género de peces de la familia de los Gobiidae en el orden de los perciformes.

## Especies
- Ctenogobiops aurocingulus (Herre, 1935)
- Ctenogobiops crocineus (Smith, 1959)
- Ctenogobiops feroculus (Lubbock & Polunin, 1977)
- Ctenogobiops formosa (Randall, Shao & Chen, 2003)
- Ctenogobiops maculosus (Fourmanoir, 1955)
- Ctenogobiops mitodes (Randall, Shao & Chen, 2007)
- Ctenogobiops phaeostictus (Randall, Shao & Chen, 2007)
- Ctenogobiops pomastictus (Lubbock & Polunin, 1977)
- Ctenogobiops tangaroai (Lubbock & Polunin, 1977)